# The Shard
The Shard (lett. "La Scheggia"), noto anche come Shard of glass e inizialmente come London Bridge Tower, è un grattacielo del quartiere Southwark di Londra.
Inaugurato nel 2012, con i suoi 309,67 metri d'altezza è il più alto edificio di Londra, nonché il settimo grattacielo più alto d'Europa e il 175º al mondo. Fino all'autunno 2012 era il grattacielo più alto d’Europa. È stato anche il grattacielo più alto dell'Unione Europea dal suo completamento fino al 2020, anno dell'uscita della Gran Bretagna dall'Unione Europea. Il primato ritornò quindi brevemente alla Commerzbank Tower.
L'edificio, progettato dallo studio RPBW Architects diretto dal celebre architetto italiano Renzo Piano, ha sostituito le Southwark Towers.

## Storia

### Genesi del progetto
Nel 2000, l'imprenditore londinese Irvine Sellar decise di realizzare un edificio di rilievo al posto delle Southwark Towers degli anni settanta che sorgevano nell'omonimo quartiere londinese a sud del Tamigi. Da esperto immobiliarista, Irvine Sellar sosteneva che quegli edifici fossero ormai obsoleti e comunque poco sfruttati, ma ubicati al centro di una zona che comprendeva da tempo un'alta concentrazione di infrastrutture e di servizi pubblici come il noto Guy's Hospital, due stazioni di metropolitana di due linee differenti e una ferroviaria dedicata alle linee per il Kent e il sud del Paese. Un intervento immobiliare di grande portata su quest'area avrebbe rappresentato un notevole impegno e sicuramente una sfida su più fronti da affrontare di concerto con le maggiori istituzioni cittadine.
Nel marzo dello stesso anno Irvine Sellar incontrò a Berlino l'architetto Renzo Piano ingaggiandolo per la realizzazione di un edificio molto alto, tuttavia Piano gli parlò della sua disaffezione per i grattacieli convenzionali, a suo parere aggressivi simboli fallici; poi voltò il menù del ristorante in cui si trovavano e disegnò una guglia rastremata che emergeva dal Tamigi, come una sorta di vela che sorge dall'acqua.
Nel luglio 2002 il Vice Primo Ministro di allora, John Prescott, ordinò un'indagine di pianificazione dopo che ai piani di sviluppo del nuovo edificio presentati da Sellar si erano opposti la Commission for Architecture and the Built Environment e diversi organi di tutela storica del patrimonio nazionale, tra cui la Royal Parks Foundation and English Heritage. L'indagine servì a valutare l'impatto che un simile grattacielo avrebbe avuto sulla città e sui suoi abitanti, al fine di evitare di turbare eccessivamente lo stile metropolitano di Londra, e si svolse tra aprile e maggio del 2003. A novembre dello stesso anno l'ufficio del Vice Primo Ministro annunciò che il progetto era stato approvato e pertanto era stato dato il consenso all'avvio dei lavori, a patto che l'intervento interessasse anche la rivalutazione della zona e la contestuale realizzazione di opere pubbliche come la nuova stazione ferroviaria di London Bridge.

### I finanziamenti e l'avvio dei lavori
Nel settembre 2006 la Sellar Properties insieme ad alcuni dei suoi partner finanziarono l'avvio dei lavori con una somma iniziale di 196 milioni di sterline, consentendo così di pagare le spese già sostenute e di rilevare il contratto di locazione delle Southwark Towers dall'azienda che gestiva gli edifici. Circa un anno dopo, nell'autunno del 2007, cominciarono i lavori per la loro demolizione. 
L'operazione, data la grande concentrazione di edifici attorno, tra cui il Guy's Hospital, la presenza della metropolitana nel sottosuolo, dell'adiacente stazione ferroviaria e del vicino Tamigi, si rivelò alquanto complessa, tanto da escludere categoricamente il ricorso all'implosione controllata; pertanto gli edifici vennero smantellati accuratamente al ritmo di un piano al giorno, senza arrecare danni alle strutture circostanti. 

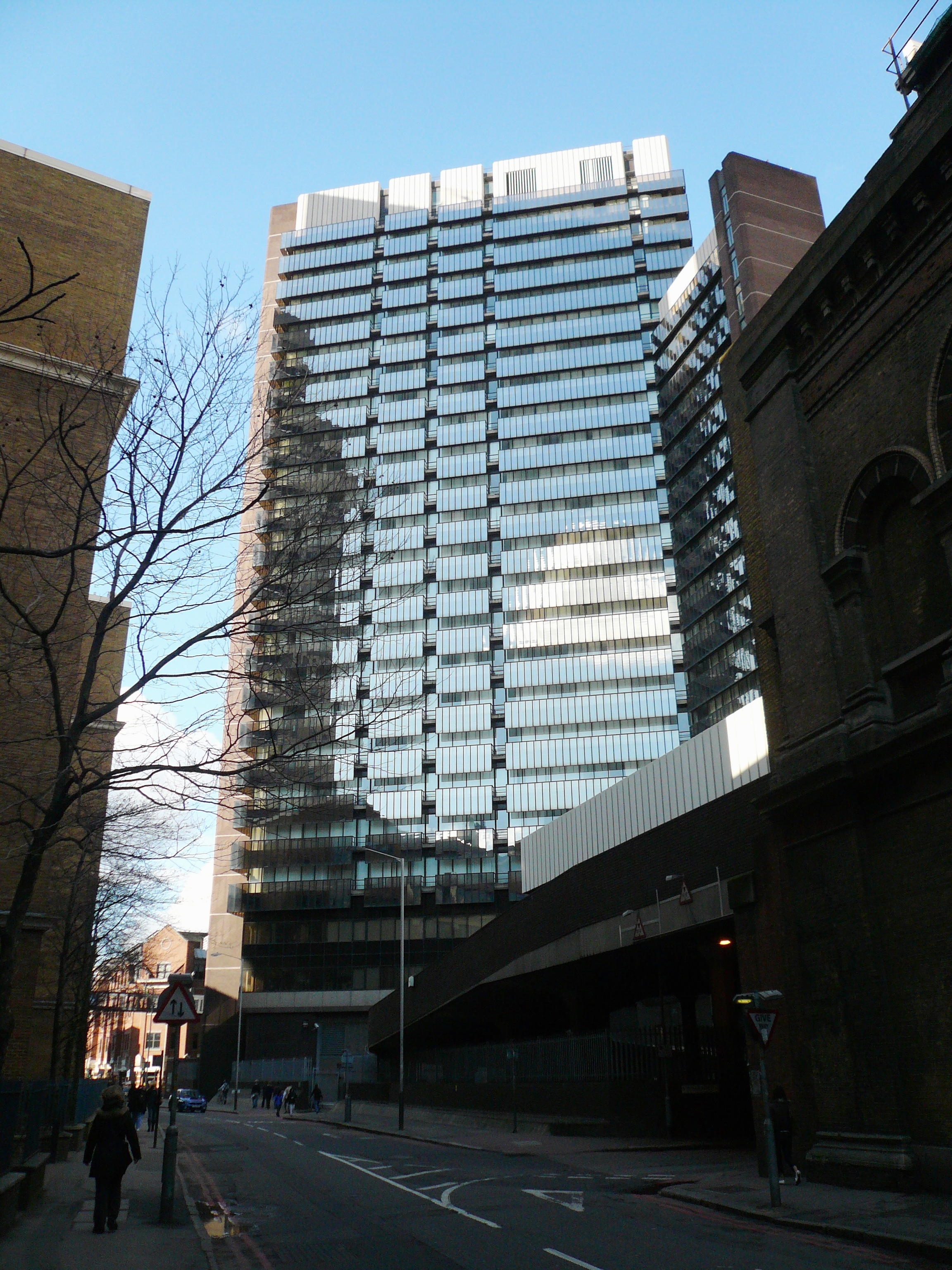
Uno scorcio delle Southwark Towers prima della loro demolizione

Intanto, nel novembre 2007, l'impresa edile Mace si aggiudicò l'appalto per la costruzione dell'edificio per un importo di 350 milioni di sterline, somma che poi aumentò fino a quasi 435 milioni nell'ottobre del 2008.
Tuttavia, nel corso dell'anno l'instabilità dei mercati finanziari mise in dubbio la costruzione del grattacielo, minacciando di rendere il progetto un perfetto esempio dello Skyscraper Index, ovvero un indice elaborato da Andrew Lawrence negli anni novanta che dimostra come costosi grattacieli vengano eretti in poco tempo nelle aree metropolitane ogni volta che la finanza mondiale è in crisi e ci siano rischi di una recessione economica. Queste preoccupazioni effettivamente si rivelarono corrette poiché agli inizi del 2008 il mercato globale subì una recessione. 
Malgrado ciò, nel gennaio 2008 Irvine Sellar annunciò di aver ottenuto da un consorzio di nuovi investitori del Qatar ben 150 milioni di sterline, garantendo una loro partecipazione al progetto per l'80%. Il consorzio includeva la Qatar National Bank, QInvest, Qatar Islamic Bank e la società promotrice dei beni culturali del Qatar: Barwa Real Estate, così come la stessa Sellar Property. 
A gennaio del 2009 la demolizione delle Southwark Towers fu completata e si passò alla seconda fase del progetto, ovvero la preparazione del nuovo cantiere per la costruzione del grattacielo. Il 16 marzo successivo ebbe inizio lo scavo delle fondazioni ed i lavori per l'innalzamento del nucleo interno dell'edificio.
Dopo una pausa tra marzo e aprile del 2010, il cantiere si predispose per i lavori al 33º piano, raggiungendo il livello del tetto del Guy's Hospital e il 27 luglio successivo i lavori si arrestarono nuovamente dopo aver raggiunto il 38º piano.

### Il completamento
Entro la metà di novembre 2010, il nucleo raggiunse il 68º piano ed alla fine di novembre, l'altezza del nucleo superò i 235 metri, superando l'One Canada Square, per diciotto anni l'incontrastato grattacielo più alto della Gran Bretagna. 
I lavori vennero completati in tutte le sue parti alla fine del 2012 ma l'edificio venne formalmente inaugurato la sera del 5 luglio 2012, alla presenza di Sua Altezza il Duca di York Andrew e di Sheikh Hamad Bin Jassem Bin Jabor Al Thani, Primo Ministro e Ministro degli Esteri del Qatar con un coreografico spettacolo di illuminazione laser.
L'edificio, rinominato ufficialmente The Shard, è stato aperto al pubblico nel febbraio 2013 e da allora è diventato anche una delle attrattive turistiche della città.

## Descrizione

### Esterno
Il grattacielo sorge nel quartiere Southwark a sud del Tamigi in un'area che ha subìto grandi rimaneggiamenti dal dopoguerra ai giorni nostri e la sua caratteristica forma piramidale lo rende immediatamente riconoscibile nel panorama cittadino. 

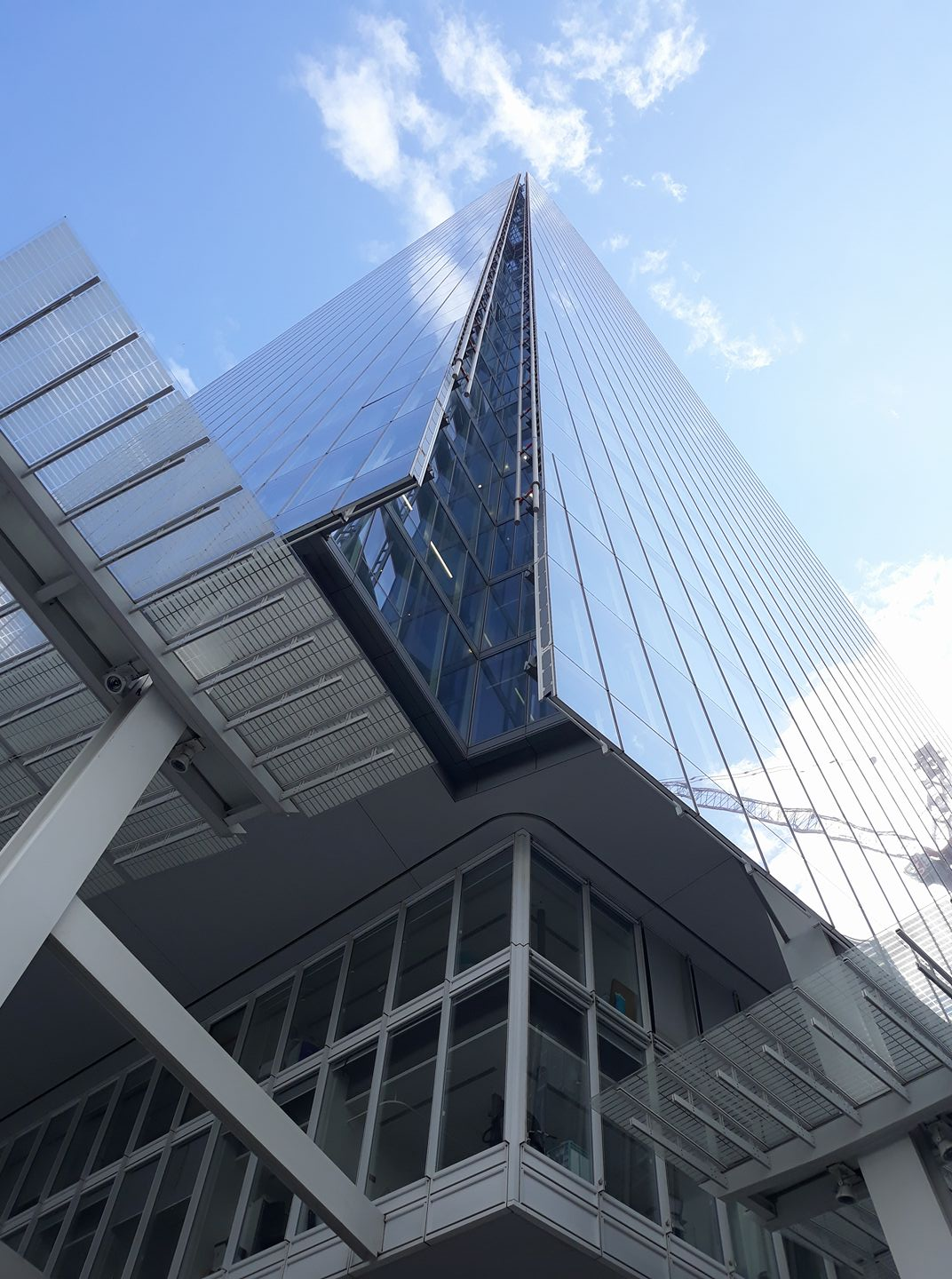
Dettaglio dell'edificio dal piano stradale

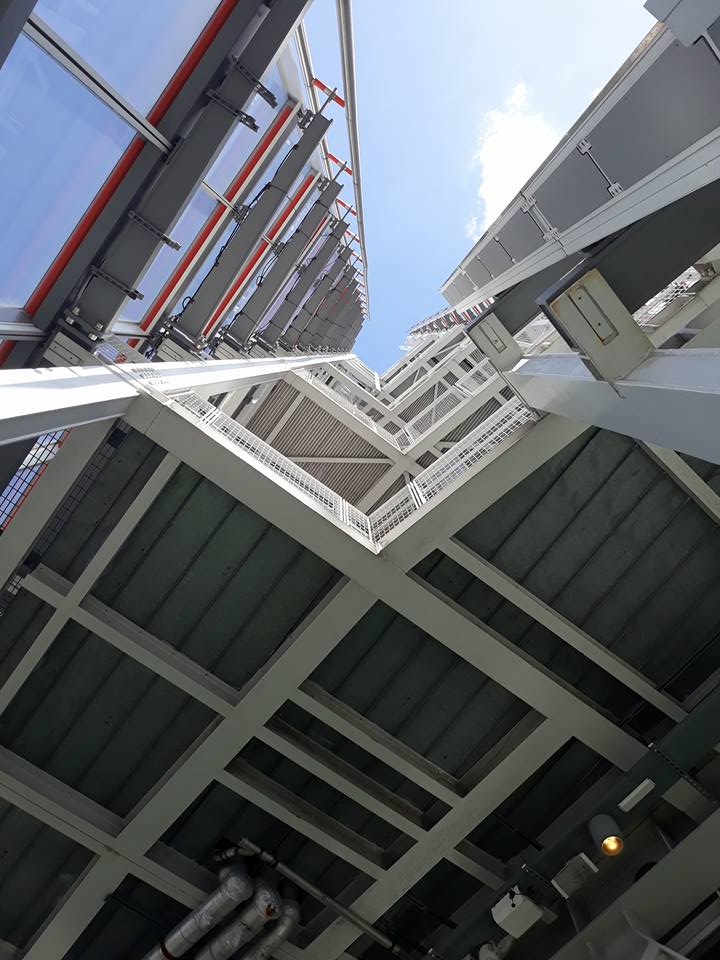
Dettaglio della guglia sommitale vista dalla terrazza del 72º piano

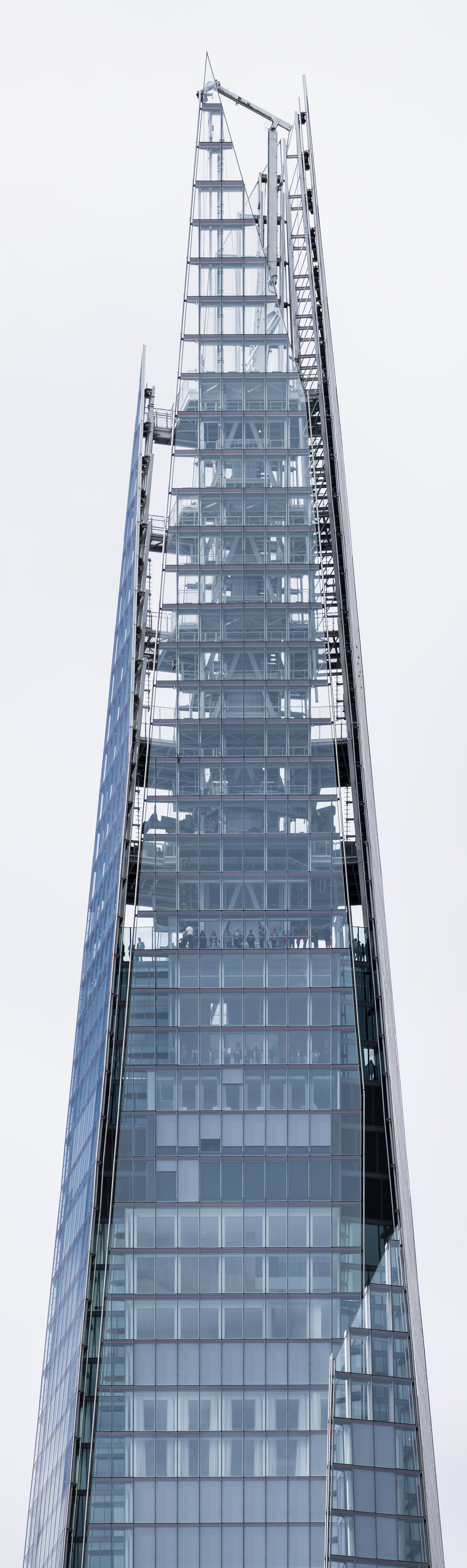
Dettaglio della parte sommitale dell'edificio

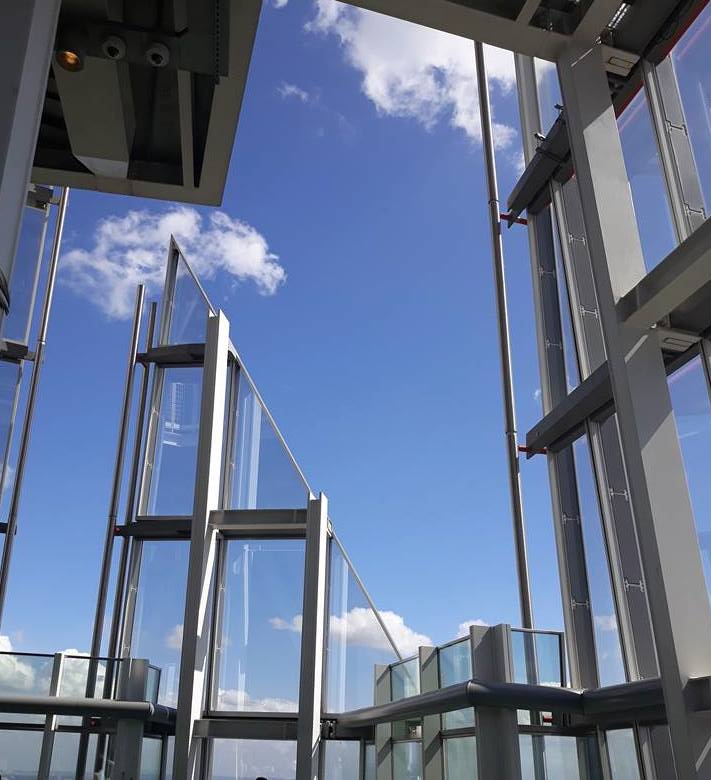
Dettaglio dell'edificio dalla terrazza del 72º piano

Con un'altezza totale di 309,67 metri e 308,50 metri nel punto più alto della struttura in acciaio, The Shard è stato il grattacielo più alto dell'Unione Europea e ha quindi superato la Commerzbank Tower di Francoforte che, con i suoi 259 metri, è stato l'edificio più alto d'Europa tra il 1997 e il 2005. 
The Shard, pur essendo il grattacielo più alto d'Europa è tuttavia la seconda struttura più alta nel Regno Unito, dopo la torre di trasmissione di Emley Moor che misura 330,40 metri. 
Come per tutti gli edifici di questo genere, la progettazione delle fondamenta ha richiesto una preventiva analisi geologica del terreno che ha rilevato condizioni del suolo favorevoli ma al tempo stesso critiche, per la presenza di ben due linee di metropolitana nel sottosuolo e per la vicina London Bridge Rail Station, inoltre si è dovuta considerare la prossimità del Tamigi. A tal proposito prima di effettuare gli scavi è stato eretto uno spesso muro di contenimento a sud del fiume in modo da scongiurare ogni complicazione e garantire un terreno asciutto durante lo scavo e la realizzazione dei lavori. 
Le fondazioni sono di tipo palificate e sono costituite da 120 pali trivellati del diametro di 1.200 millimetri che penetrano il terreno fino a 54 metri di profondità. La platea di fondazione è di 4 metri di spessore ed è stata realizzata a circa sedici metri di profondità con la più lunga gettata di calcestruzzo mai avvenuta in Gran Bretagna, durata 36 ore consecutive con l'impiego di circa 700 camion betoniera provenienti da tre differenti cementifici locali per un totale di 14.711 metri cubi di calcestruzzo.
La sfida tecnicamente più innovativa, ha consistito nel realizzare il nucleo centrale prima della platea di fondazione con il sistema conosciuto come top-down, facendolo poggiare soltanto su 22 dei 120 pali di fondazione e completando la sua realizzazione mediante un sistema di casseformi mobili in acciaio innalzato da martinetti idraulici.
L'edificio si innalza per un totale di 87 piani, di cui 3 sotterranei e 73 abitabili, per un totale di 111.000 metri quadri camminabili.
L'inclinazione dei prospetti è di circa 12 gradi ciascuno e la planimetria è caratterizzata da una pianta irregolare riconducibile a una sorta di ottagono con lati volutamente discostati tra loro di alcuni gradi che creano un variegato sistema di rientranze, scanalature e il caratteristico profilo sfaccettato che contraddistingue tutti i prospetti interamente rivestiti da circa 11.000 pannelli di vetro, per una superficie vetrata totale di 56.000 metri quadri.
Secondo la logica progettuale di Renzo Piano la luminosità e la trasparenza sono caratteristiche fondamentali, nonché la sua inconfondibile cifra stilistica ed elementi molto ricorrenti nelle sue opere, pertanto anche per questo suo edificio è stato scelto l'impiego di uno specifico vetro chiaro prodotto dalla Pilkington contenente poco ossido di ferro, che però consente un'altrettanta efficacia contro il riscaldamento solare. 
La struttura delle facciate in vetro è stata progettata come una sorta di seconda pelle, con due strati di doppi vetri che contengono un'intercapedine al cui interno scorre un sistema elettrico di lamelle frangisole che consente determinati livelli di luminosità, mentre i binari cilindrici installati sugli spigoli esterni dei prospetti consentono la movimentazione di carrelli per la manutenzione e il lavaggio delle superfici vetrate. 
Attraverso le scanalature delle facciate, invece, può circolare una ventilazione naturale utile alla vegetazione presente nell'edificio ma efficace anche per diminuire e contrastare il carico del vento a cui è costantemente sottoposta la struttura.
Complessivamente, la forma piramidale dell'edificio appare decisamente slanciata e la sua forma rastremata ha anche una precisa funzione strettamente legata alla destinazione d'utilizzo dell'edificio che ha una vocazione prettamente polifunzionale, poiché ospita sia spazi commerciali sia uffici che residenze private e servizi complementari come ristoranti, bar, un hotel e una clinica ospedaliera privata.
La sua irregolarità geometrica è accentuata specialmente nella sezione sommitale della guglia che richiama fortemente la morfologia di una scheggia di vetro, da cui il nome shard. Essa dal 72º piano in su è parzialmente aperta con la struttura portante in acciaio a vista e culmina con un braccio idraulico che sostiene dei tiranti in acciaio che contribuiscono all'equilibrio della struttura. Per evitare eventuali problemi in fase di costruzione, la struttura in acciaio che costituisce la guglia è stata preventivamente assemblata da due squadre di metalmeccanici inglesi e italiani presso l'acciaieria sita in loco che ha realizzato i materiali, poi smontata e successivamente rimontata in loco da una squadra di esperti incastellatori.

### Interni
Come spesso accade per i grattacieli di queste altezze, l'edificio è stato pensato come una sorta di «città verticale» in grado di ospitare oltre 7.000 persone.
Gli ingressi sono molteplici e separati a seconda dei flussi d'accesso e della destinazione all'interno della struttura. 
Al piano più inferiore sul lato sud c'è l'ingresso destinato ai visitatori che conduce al livello zero, dove si trovano la biglietteria, i varchi dotati di metaldetector e gli ascensori automatici che conducono al 33º piano, per proseguire con altri ascensori che conducono alle aree panoramiche del 68º e 74º piano. 
Al primo piano, allo stesso livello dell'accesso principale alla London Bridge Rail Station, c'è l'ingresso principale che introduce a un ampio atrio rivestito in marmo bianco di Carrara. 
A causa della sua evidente forma rastremata la superficie dei piani inferiori è più ampia e versatile, per diminuire gradatamente verso l'alto. Questo ha consentito una migliore destinazione degli spazi interni che vede concentrare l'ubicazione di aree commerciali e uffici ai livelli inferiori, dal 4º al 28º piano, godendo della connessione ravvicinata alla sottostante stazione ferroviaria London Bridge e all'omonima fermata di metropolitana della linea Jubilee e Northern. 
Al di sopra, tra il 29º e il 31º piano, ovvero nella parte centrale dell'edificio, vi sono svariati ristoranti, bar, locali ricreativi e, dal 32º al 52º piano l'esclusivo Shangri-La Hotel da 175 camere. Il 33º piano ospita quasi interamente locali di servizio e gli spazi che i visitatori devono percorrere per cambiare ascensore in fase di salita e di discesa.
Dal 53º al 65º piano gli spazi, con una superficie gradualmente meno ampia, sono destinati invece a 12 residenze private di varie metrature che godono di affacci panoramici su tutti e quattro i lati.
Il 68º piano ospita il più alto bar all'interno della struttura da cui si può ammirare il panorama e da cui si può raggiungere mediante scale o un secondo ascensore il 72º piano; esso è l'ultimo accessibile al pubblico e ospita la terrazza panoramica parzialmente aperta e destinata all'accesso turistico. Qui si trova un ulteriore bar esterno e un più ampio spazio rivestito di erba artificiale da cui si può godere un panorama sulla città a 360 gradi da 244 metri di altezza, caratteristica che la rende la più alta piattaforma di osservazione del Regno Unito.
Al di sopra, dal 73º al 85º piano vi è soltanto la struttura metallica che costituisce la guglia sommitale e che, fino all'87º piano, ospita locali tecnici e di servizio non accessibili al pubblico e contenenti apparecchiature di controllo dei vari impianti dell'edificio, antenne per radiotelecomunicazioni, proiettori luminosi decorativi e per la sicurezza aerea.

Schematizzazione dell'interno dell'edificio

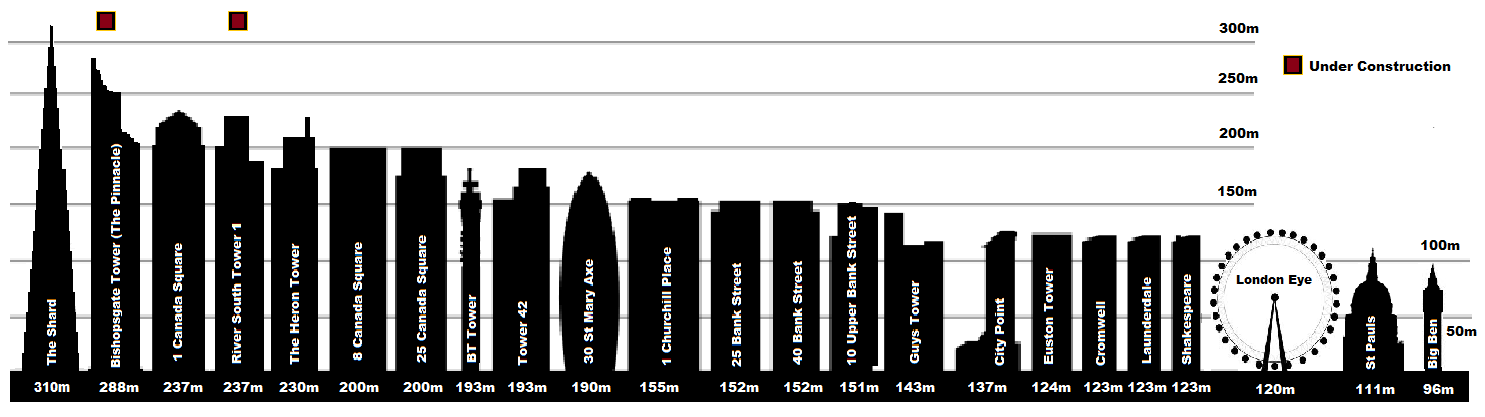
Comparazione con altre strutture ed edifici inglesi

| Piano/i | Assegnazione degli spazi                                                                          |
| ------- | ------------------------------------------------------------------------------------------------- |
| 73–95   | Guglia - Accesso di servizio agli impianti                                                        |
| 68–72   | Osservatorio panoramico The View from The Shard                                                   |
| 53–65   | Residenze private                                                                                 |
| 52      | Cocktail bar Gŏng                                                                                 |
| 35      | Ristorante Tīng                                                                                   |
| 34–52   | Shangri-La Hotel & Spa                                                                            |
| 33      | Ristorante asiatico Hutong - Piano tecnico per il percorso turistico                              |
| 32      | Ristorante Oblix                                                                                  |
| 31      | Ristorante Aqua Shard - Bar 31                                                                    |
| 28      | South Hook Gas                                                                                    |
| 27      | Arma Partners - Campari Group                                                                     |
| 26      | CoStar Group - Marc Hermann Wealth Management                                                     |
| 24–25   | The Office Group                                                                                  |
| 23      | Foresight Group                                                                                   |
| 22      | Khazanah - Jellyfish                                                                              |
| 20–21   | Kraft Heinz                                                                                       |
| 19      | Medical Protection Society                                                                        |
| 18      | Gallup - Foresight Group                                                                          |
| 17      | Warwick Business School - Sage Group                                                              |
| 16      | Al Jazeera English                                                                                |
| 15      | Mathys & Squire - Arcapita - Xio Partners - Fulcrum Chambers                                      |
| 14      | Kroll                                                                                             |
| 13      | Tabcorp Holdings - Warwick Business School - Duff & Phelps - Sage Group                           |
| 12      | Mitie                                                                                             |
| 11      | Dods Group - Matches Fashion                                                                      |
| 10      | Real Estate Management (UK) Limited - Robert Half - Protiviti                                     |
| 9       | IO Oil and Gas - Sapphire Systems - Siteimprove                                                   |
| 8       | Greenberg Traurig - Matches Fashion                                                               |
| 7       | Tiffany & Co. - Matches Fashion                                                                   |
| 4–6     | HCA Healthcare at the Shard                                                                       |
| 3       | Uffici The Shard Quarter Management                                                               |
| 2       | Portineria per le residenze private                                                               |
| 0-1     | Ingresso principale, biglietteria, negozi e accessi turistici, accessi alla London Bridge Station |

## Immagini delle fasi di costruzione dal 2009 al 2012

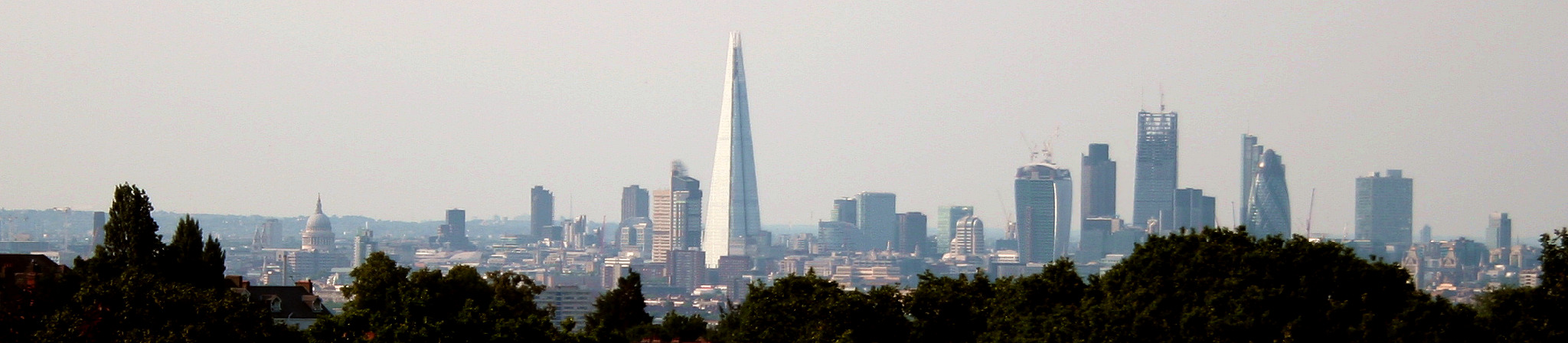
Lo skyline di Londra e The Shard visti da Forest Hill nel luglio 2013

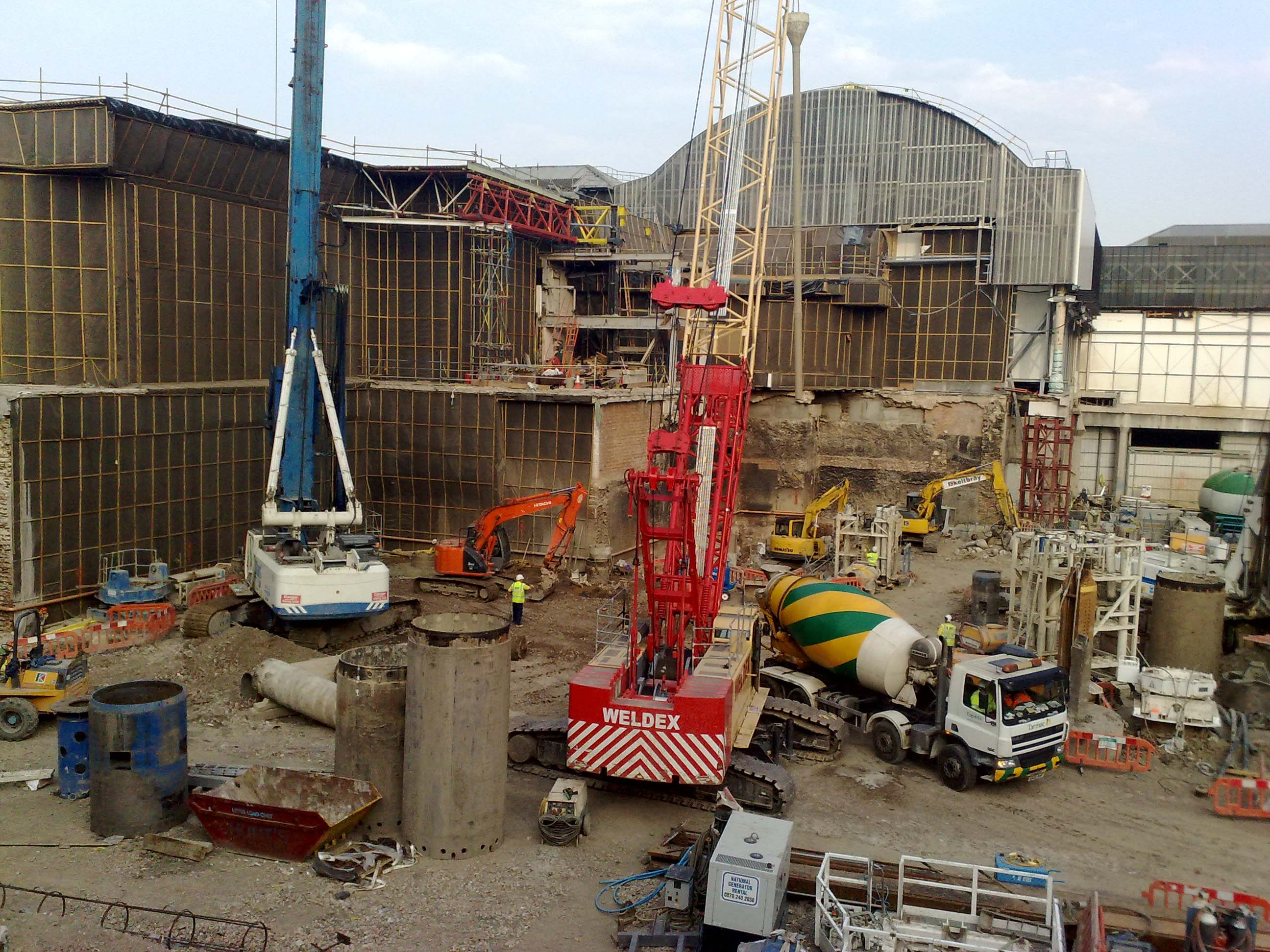
Giugno 2009
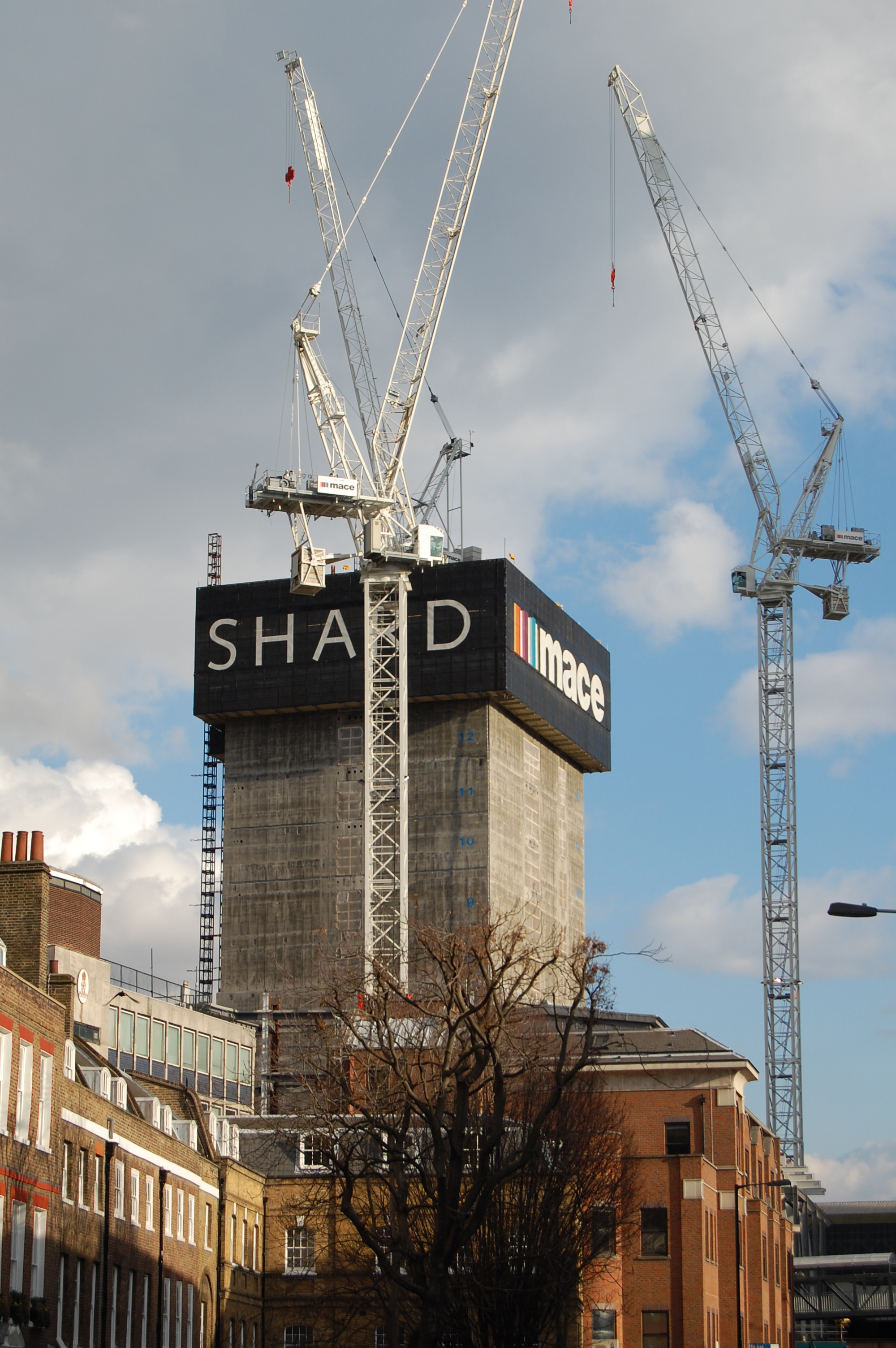
Febbraio 2010
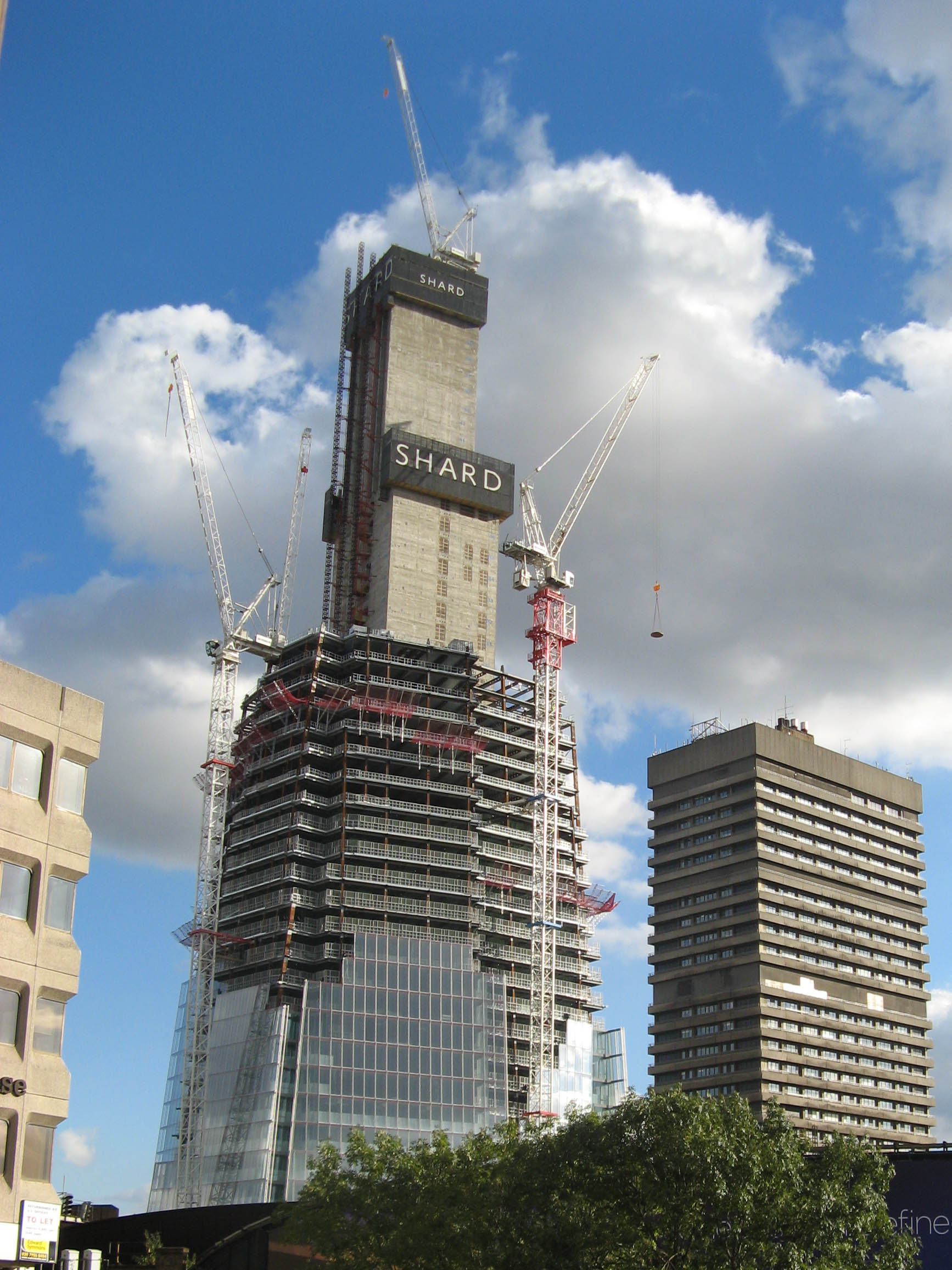
Settembre 2010
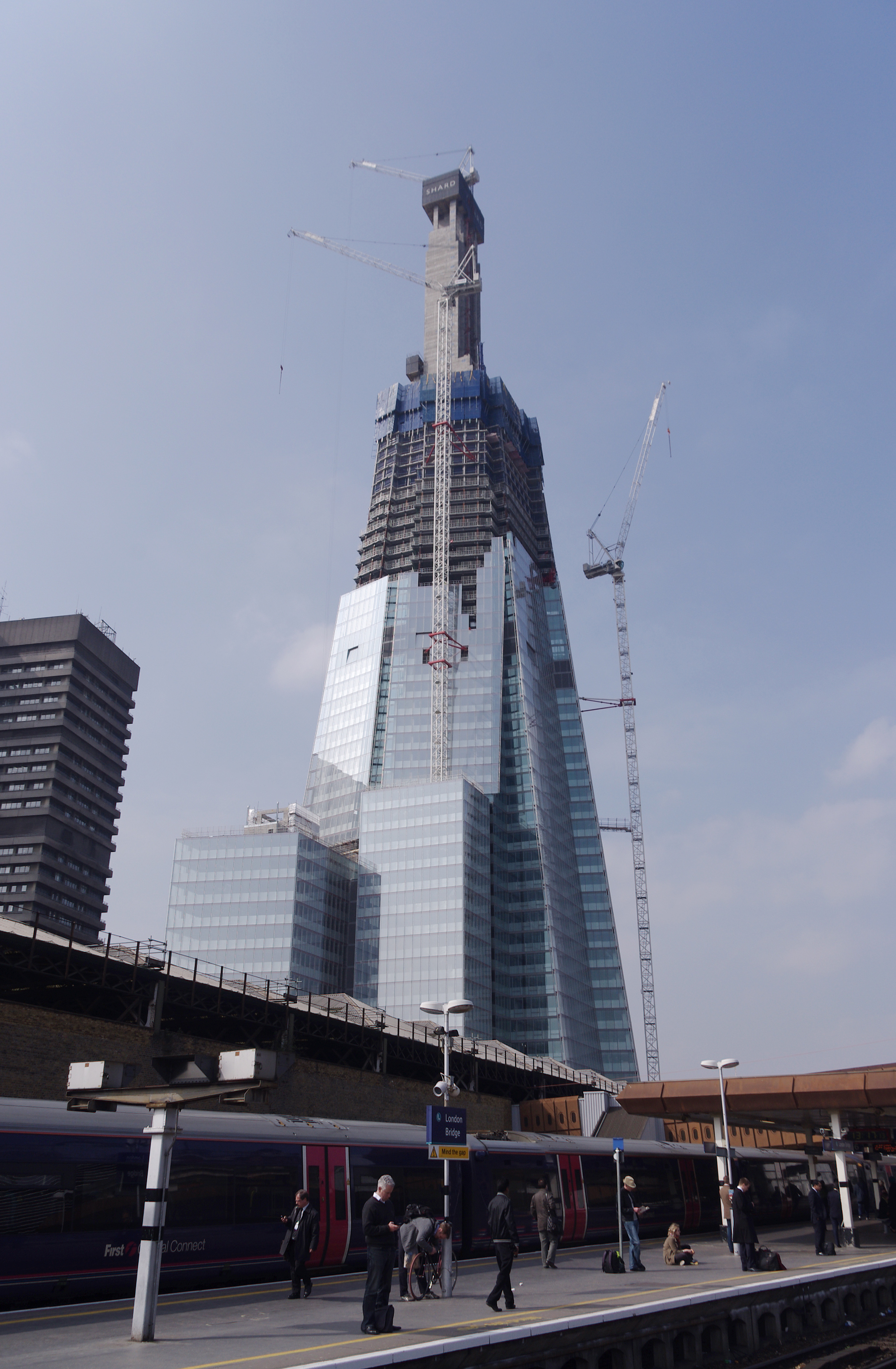
Marzo 2011
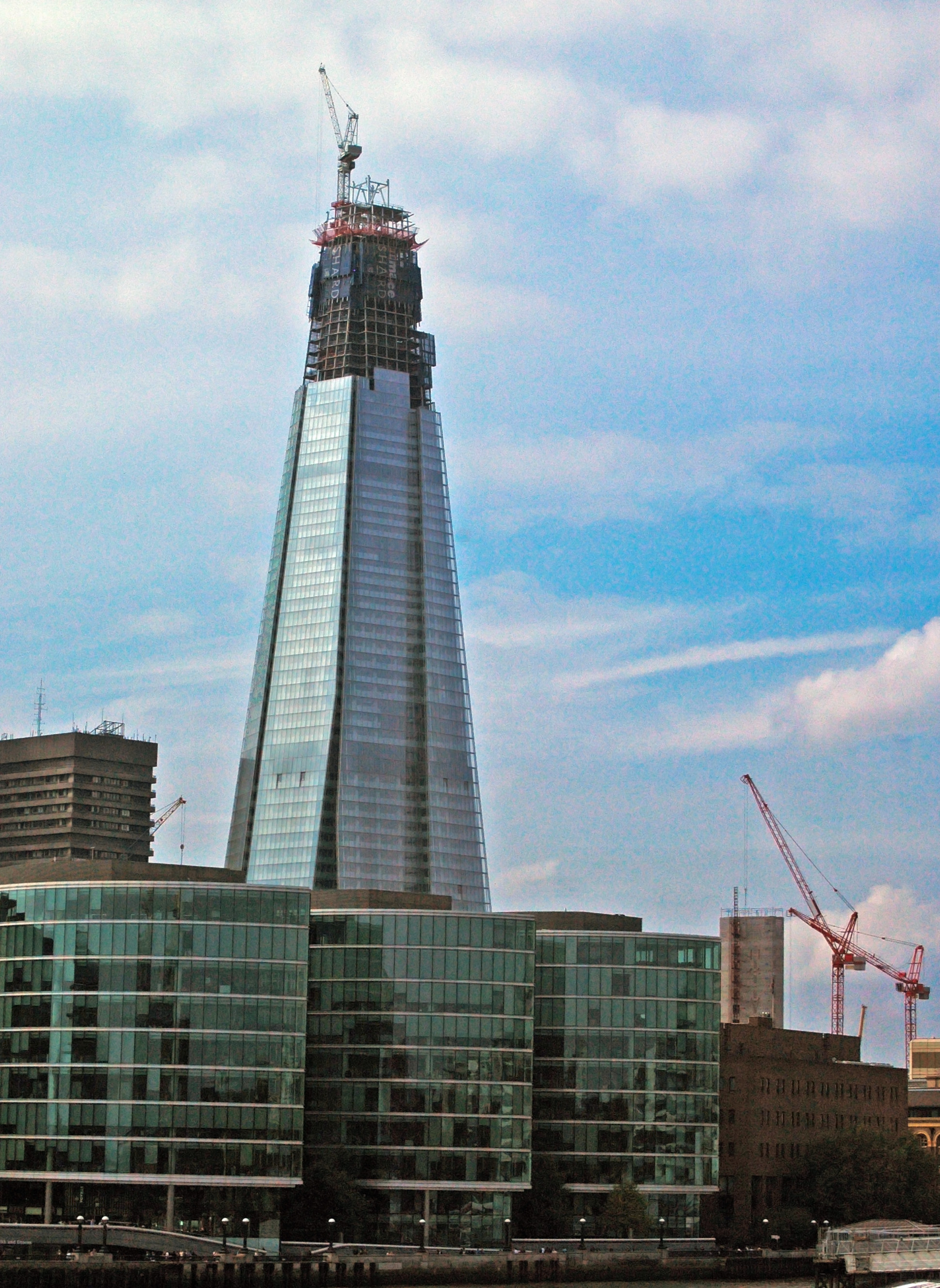
Settembre 2011
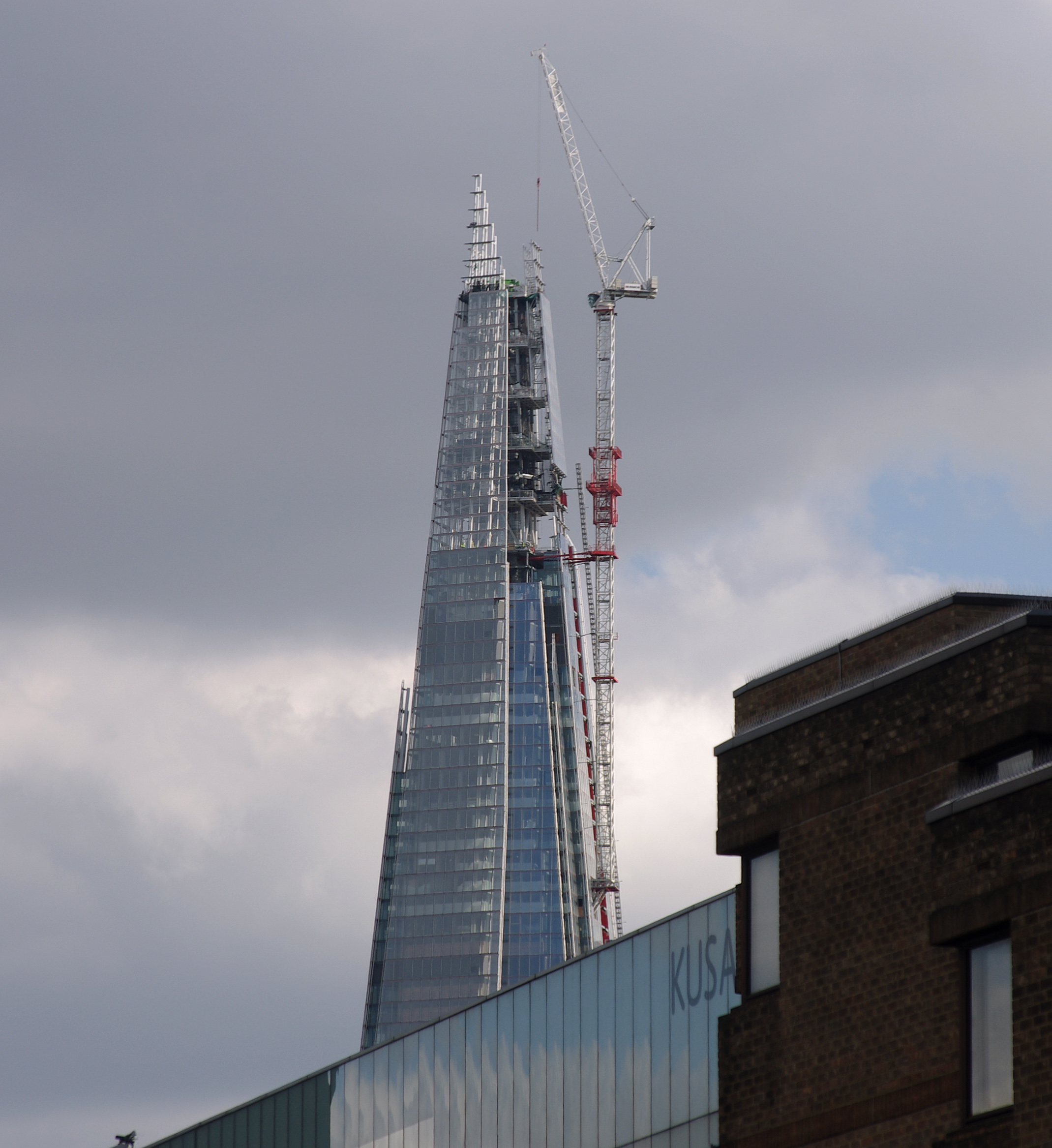
Marzo 2012